# Адато, Рахель
Рахель Адато (ивр. רחל אדטו‎; род. 21 июня 1947 года Хайфа, Британский мандат в Палестине) — израильский врач и политик, депутат кнессета 18-го созыва от партии «Кадима».

## Биография
Рахель Адато родилась в городе Хайфа, на территории подмандатной Палестины (ныне Израиль). Проходила службу в Армии обороны Израиля, специальность — инструктор на базе новобранцев. Окончила юридический факультет Иерусалимского университета.
Имеет степень магистра в области управления бизнеса, а также степень доктора медицинских наук. Работала заместителем генерального директора медицинского центра «Шаарей Цедек». Служила в городском совете Мевасерет-Цион. Участвовала в четырёх израильских делегациях по вопросам медицины (здоровья женщин) в Организации Объединённых Наций.
Перед выборами в кнессет 18-го созыва заняла 22-е место, прошла в кнессет, так как партия получила 28 мандатов. Вошла в комиссию по вопросам этики, комиссию по труду, благосостоянию и здравоохранению, комиссии по обращениям граждан и комиссию кнессета. Возглавила израильско-индийский и израильско-непальский парламентские союзы.
Адато замужем, живёт в Мевасерет-Цион, имеет двоих детей.